# Flugplatz Güstrow

i7
i11
i13
Der Sonderlandeplatz Güstrow (ICAO-Code: EDCU) liegt in Güstrow-Bockhorst im Landkreis Rostock. Er ist für Luftfahrzeuge mit einem Höchstabfluggewicht (PPR) von bis zu zwei Tonnen zugelassen. Auf Anforderung kann eine Freigabe für Luftfahrzeuge mit einem Höchstabfluggewicht von bis zu 5,7 Tonnen erteilt werden.

## Geschichte

### Zwischenkriegszeit und Zweiter Weltkrieg
Der erste Notlandeplatz im Stadtteil Bockhorst wurde bereits im Sommer 1933 angelegt, als der Freiwillige Arbeitsdienst einen Teil des Exerzierplatzes „Großer Bockhorst“ planierte. Nachdem im Juli 1933 und Mai 1934 zwei Großflugtage veranstaltet worden waren, bereitete die deutsche Luftwaffe den Platz auf die Stationierung von Fliegerverbänden vor. Zunächst wurde hierfür ein Barackenlager errichtet. Im März 1935 wurden das Rollfeld erweitert und ein Offizierskasino, ein Wirtschaftsgebäude, zwei Flugzeughallen und mehrere Bunker sowie Wohnhäuser für Offiziere gebaut. Eine geplante Werfthalle und andere Gebäude wurden nur als Rohbau fertiggestellt. Für einige Gebäude wurden lediglich die Fundamente gelegt. Im August 1938 wurde die Flieger-Ersatz-Abteilung 22 auf den Platz verlegt, die hier die Grundausbildung von Piloten durchführte. 1939 wurde die Abteilung in Fliegerausbildungsregiment 22 umbenannt. Nachdem das Regiment 1940 nach Warschau verlegt worden war, wurden zunächst keine neuen Verbände mehr auf dem Platz stationiert. Bis der Betrieb 1944 vorübergehend eingestellt wurde, nutzten die Flugzeugführerschulen in Warnemünde, Pütnitz und Schwerin-Görries den Platz für die Ausbildung von Piloten. Im Februar 1945 wurde erneut ein Verband – die 3. Staffel des Jagdgeschwaders 103 – für vier Wochen auf dem Flugplatz stationiert. Kurz vor dem Ende des Zweiten Weltkriegs operierte ein Transportgeschwader von hier aus und flog Transporte ins eingeschlossene Berlin.

### Nach dem Zweiten Weltkrieg
Nach dem Zweiten Weltkrieg wurden 1948 die meisten Bauten auf dem Platz durch die Rote Armee gesprengt oder demontiert. Nur das Offizierskasino und das Wirtschaftsgebäude wurden verschont und ab 1949 als Ausbildungsstandort der Vereinigung volkseigener Maschinenausleihstationen (MAS) genutzt. Später wurde der Standort zur Fachschule für Landwirtschaft (heute Fachschule für Agrarwirtschaft) ausgebaut. Das Flugfeld selbst wurde von der Roten Armee besetzt. Mitte der 1950er Jahre wurde der Gesellschaft für Sport und Technik (GST) erlaubt, den Segelflugbetrieb auf dem Platz wieder aufzunehmen. Nach mehreren Republikfluchten mit dem Flugzeug wurde der Flugbetrieb immer stärker kontrolliert und konnte nur noch unter strengen Auflagen stattfinden. Flieger mit Verwandtschaft in der Bundesrepublik mussten den Flugsport aufgeben.

### Nach der Wende
Nach der Wende in der DDR wurde 1990 der Aero Club Güstrow gegründet. Zunächst verplante die Stadt das Gelände des Flugplatzes als Gewerbegebiet. Trotz unsicherer Zukunftsaussichten unterhielt der Club den Platz mit eigenen Mitteln. Nach personellen Veränderungen in der Stadtverwaltung beschloss die Stadt jedoch, den Platz zu kaufen und an den Aero Club Güstrow zu verpachten, der ihn heute betreibt.